# Liceo Nacional de Maipú (Chile)
El Liceo Nacional de Maipú es una institución de educación secundaria fundada en el año 2003 en la comuna de Maipú, Santiago de Chile. Actualmente, es administrado por la Corporación Municipal de Educación de Maipú (CODEDUC), pero a partir del año 2023 será administrado por el Servicio Local de Educación Pública Santa Corina.
Este centro educacional fue ideado siguiendo el modelo educativo del Instituto Nacional General José Miguel Carrera. Al cual ha logrado superar en resultados, posicionándose en 2018 como el séptimo mejor centro educacional público en Chile.

## Historia
Fue fundado el año 2003 a través de una iniciativa de la Municipalidad de Santiago, dirigida en ese entonces por el alcalde Joaquín Lavín, que buscaba crear una institución afiliada al Instituto Nacional General José Miguel Carrera. Originalmente, el proyecto se llamaría «Instituto Nacional de Maipú», sin embargo, debido a protestas y oposición de estudiantes del Instituto (que incluso incluyó la toma de la alcaldía), el nombre fue cambiado al que posee en la actualidad. Independiente de las protestas, el Instituto Nacional fue patrocinador del proyecto hasta 2005.
En mayo de 2006 Liceo Nacional se suma a las movilizaciones estudiantiles (conocidas como la «Revolución pingüina») con manifestaciones pacíficas. Durante la movilización estudiantil en Chile de 2008 el liceo es tomado por sus estudiantes.
En 2010, el muralista chileno Alejandro "Mono" González realiza una charla en el liceo y dona una serie de lienzos para el establecimiento. Es en este mismo año que se anuncia la creación del Liceo Bicentenario de Niñas de Maipú,
En 2014 el liceo es tomado debido a objeciones a las elecciones de centro de alumnos. En 2016, debido a las movilizaciones estudiantiles de ese año, el liceo estuvo nuevamente en toma por sus estudiantes.
Desde su fundación el establecimiento educacional ha sido administrado por la Corporación Municipal de Educación de Maipú (CODEDUC). Sin embargo, a partir del año 2023 será administrado por el Servicio Local de Educación Pública «Santa Corina», como efecto de las reformas nacionales de la administración educacional pública.

## Proyecto educativo
El Liceo Nacional de Maipú es un colegio público financiado por medio de Corporación Municipal de Educación de la comuna de Maipú, para hombres y que imparte clases de 7° y 8° grado de Enseñanza básica y de 1° a 4° grado de enseñanza media. Al año 2021 posee 1405 alumnos matriculados, incluyendo en su cuerpo docente 67 profesionales. Es reconocido por sus altos niveles de exigencia pedagógica y sus resultados en evaluaciones nacionales (tanto en la prueba SIMCE como la PSU).

### Logros académicos
Debido a sus resultados académicos, ha sido considerado como el precursor de los «Liceos Bicentenarios» de Chile. En 2010, el 80% de los egresados de esta institución logran ingresar a la universidad. En 2004 logran el cuarto lugar a nivel nacional en la prueba SIMCE, en 2006 obtienen el 31.º lugar. En 2014 quedan en el puesto 18 del ranking de resultados del Sistema de Medición de la Calidad de la Educación (SIMCE).

### Logros deportivos
En 2013 cuatro estudiantes del Liceo fueron seleccionados nacionales para participar del Sudamericano de Mendoza en la categoría infantil. En 2016, Aaron Codina es reclutado por el Esporte Clube Pinheiros, donde ha proseguido su carrera jugando para los equipos Fenix Toulouse HB y actualmente en el Cajasur CBM, además de ser seleccionado nacional de la Selección de balonmano de Chile en el Campeonato Mundial de Balonmano Masculino de 2021. En 2017 ganan los Juegos Deportivos Escolares de Chile en Balonmano, quedando como campeones regionales. En 2018 y 2019 el equipo del Liceo Nacional gana primer lugar en las dos primeras ediciones del campeonato nacional de balonmano categoría cadetes. Actualmente, el club de balonmano del establecimiento educacional es parte de la Asociación Metropolitana de Balonmano, así como tener miembros en equipos de la Federación Chilena de Balónmano, tanto en categoría cadete como adulto (contando con Aarón Codina).

### Directores
- 2003-presente: Carlos Alberto Fernández López[15]

## Polémicas
Durante el año 2018 se conmemoró el decimoquinto aniversario de la institución. A esta celebración fue invitada la entonces alcaldesa de Maipú, Cathy Barriga. Durante la ceremonia se exhibió en la entrada del edificio un mural que incluía personajes históricos de la comuna, entre los cuales figuraba un retrato de Barriga. Esto generó controversia por la sobreexposición que solía sufrir la alcaldesa en actividades y medios oficiales.